# Rio Brazzo

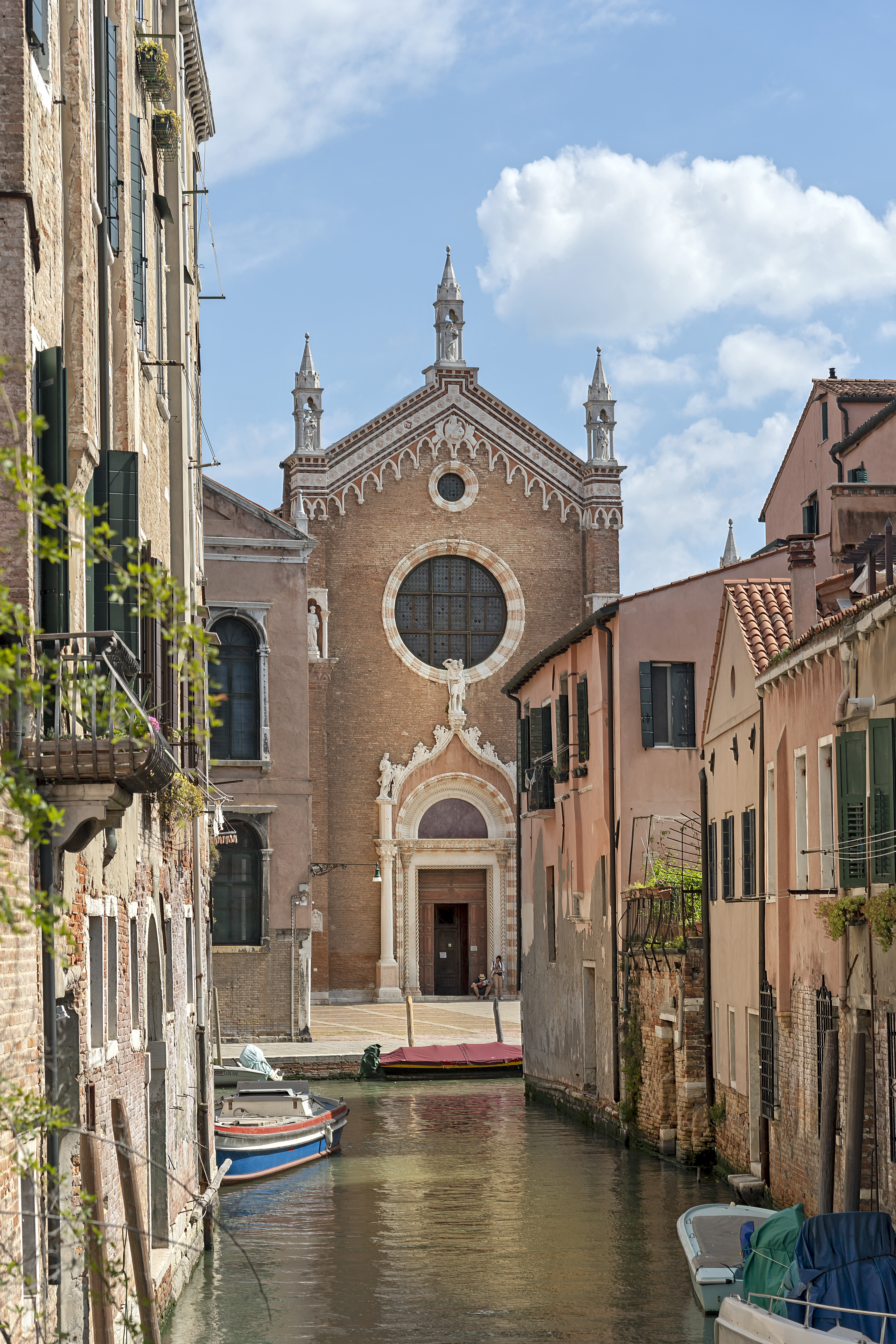
Le rio Brazzo donne droit sur l'Église de la Madonna dell'Orto.

Le rio Brazzo est un canal de Venise dans le sestiere de Cannaregio en Italie.

## Toponymie
De multiples patronymes ou toponymes de Vénétie, sont composés de la racine Brazza ou Brazzo, Brasso en dialecte vénitien signifiant bras.
La famille commerçante toscane Brazzo habita tout près au Campo dei Mori (NA 3355), où ses armes apparaissent sur le mur d'enclos en bas-relief. En 1437, Goffredo Brazzo cofonda la it:Scuola Grande de San Marco en et fut le premier guardian grando. La famille s'éteint en 1645 avec la mort d'Alessandro. L'héritage passa aux Maffetti par sa veuve Cecilia.

## Description
Le rio Brazzo a une longueur de 72,5 m.
Il relie le rio della Madonna dell'Orto au rio della Sensa en sens nord-sud.

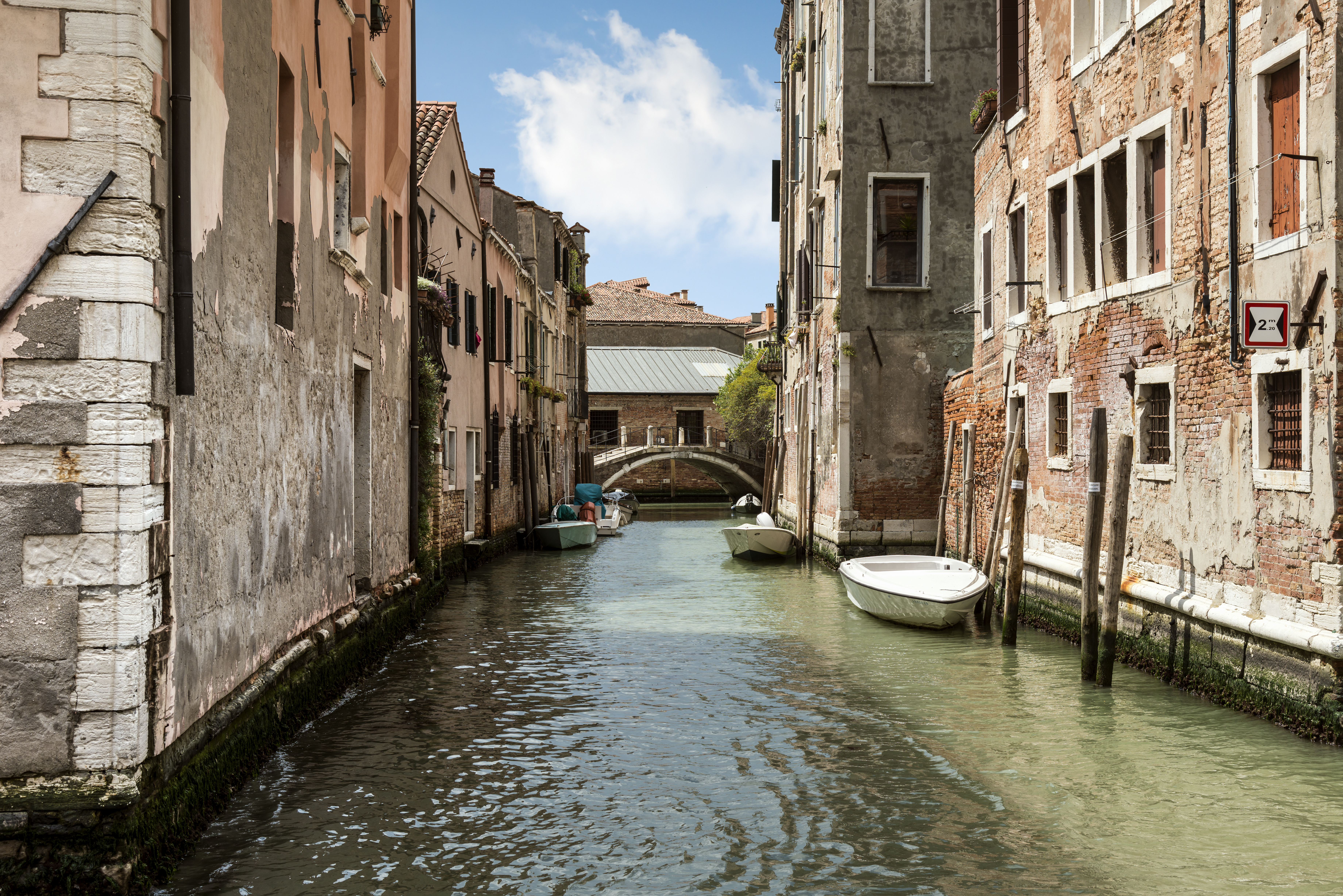
La totalité du Rio Brazzo, vu du rio della Madonna dell'Orto vers le rio de la Sensa.
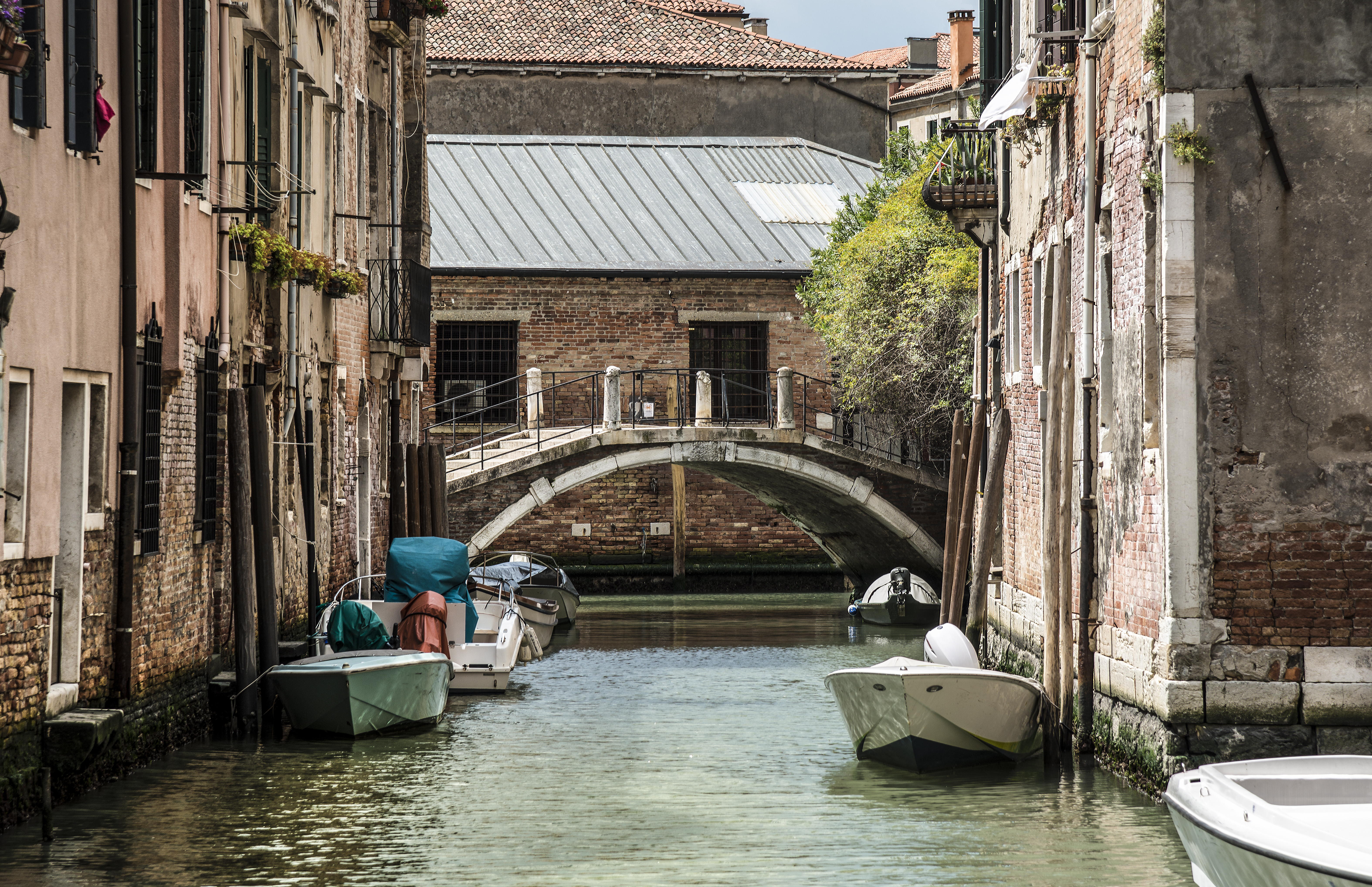
Ponte Brazzo

## Ponts
Ce canal est traversé par le ponte Brazzo sur le fondamenta dei Mori le long du rio de la Sensa